# Замок Алкасер-ду-Сал
Замок Алкасер-ду-Сал (порт. Castelo de Alcácer do Sal) — средневековый замок в Португалии в городе Алкасер-ду-Сал, округ Сетубал. Замок стоит на возвышенности на левом берегу реки Саду и входит в туристический регион «Голубой берег» (Costa Azul).

## История
По данным археологов, первые поселения человека в районе нынешнего Алкасер-ду-Сал появились еще в период неолита, энеолита и бронзового века. Позже этот регион испытал влияние финикийцев и перешел под римское правление. В середине I века до нашей эры поселение называлось Салация и имело собственную валюту с надписью Imperatoria Salacia. После варварских нашествий Салация, в конце концов, была занята мусульманами в 715 году. Они укрепили деревню и сделали её одним из основных портов на Атлантическом побережье к югу от реки Тежу. Как сообщалось в хрониках, в 966 году флот норманнов вошел в устье Саду, а в XII веке в деревне был построен замок, для защиты сначала от норманнов, а позже — от христиан.
Во время Реконкисты на Пиренейском полуострове, после завоевания Лиссабона у мавров (1147), Алкасер-ду-Сал был занят Афонсу I (1112—1185). Португальский король изначально собирался взять город силами всего 60 солдат, используя элемент неожиданности, но встретил энергичное сопротивление и был ранен при штурме. В 1151, 1152 и 1157 в регионе вспыхивали восстания мусульманского населения, восстание 1158 года удалось подавить лишь с помощью солдат Ордена Сантьяго.
Чтобы закрепиться в регионе, Саншу I (1185—1211) подарил город и замок Ордену Сантьяго (1186). Однако уже в правление Саншу войска Альмохадов халифа Якуба аль-Мансура отвоевали Алгарве и, двигаясь на север, захватили замок Алкасер-ду-Сал и ряд других крепостей. Только после битвы при Навас-де-Толоса (1212) земли к югу от Тежу вернулись в руки христиан.
Алкасер-ду-Сал и его замок были окончательно завоеваны во время правления Афонсу II (1211—1223) отрядом под общим командованием епископа Лиссабона Суэйру Виегаша и флотом крестоносцев под командованием Виллема I, графа Голландии, 18 октября 1217 года, после двухмесячной осады. После завоевания король подтвердил предыдущее пожертвование Саншу I региона Алкасер-ду-Сал Ордену Сантьяго.
В XIII веке король Диниш I (1279—1325) в рамках модернизации обороны страны провел расширение и укрепление стен замка.
В период междуцарствия 1383—1385 годов город и его замок были заняты сторонниками Жуана Ависского, здесь были размещены войска под командованием Нуну Альвареша Перейры.
В XV веке замок потерял своё военное значение и стал использоваться как место аудиенций и торжеств. Так, в 1500 году король Мануэль I заключил в замке брак с кастильской инфантой Марией.
В ходе кризиса преемственности 1580 года Алкасер-ду-Сал, неподготовленный к обороне от огня артиллерии, не оказал серьезного сопротивления войскам Филиппа II (1580). После этого в замке был размещен монастырь кармелитов, который оставался там до 1834 года.
Постепенно замок приходит в упадок и ветшал. 23 июня 1910 года он был включен в список национальных памятников и на сегодняшний день находится под опекой Генерального директората по вопросам национальных зданий и памятников (DGEMN).
В настоящее время замок находится в хорошем состоянии, артефакты, извлеченных в ходе археологических исследований в замке, хранятся в Археологическом музее рядом с замковой стеной.

## Архитектура

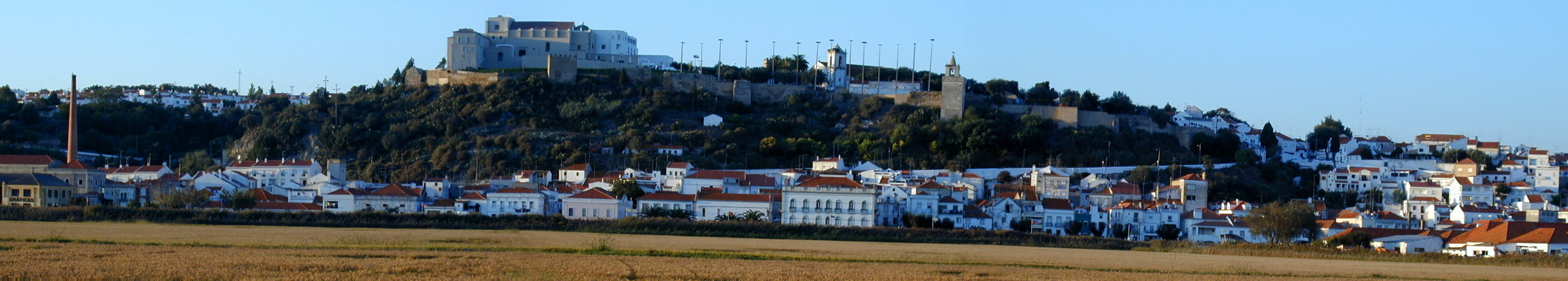
Замок Алкасер-ду-Сал.

Замок представляет собой образец исламской военной архитектуры. Он стоит на высоте 60 метров над уровнем моря, в длину достигает 260 метров. В общей сложности замок состоит из тридцати башен каменной кладки и других оборонительных сооружений. Среди башен следует отметить Torre da Adaga — «Кинжальную башню», — названную так из-за вырезанных в камне кладки изображений кинжалов. Часовая башня и Torre de Algique были построены из утрамбованной земли и поднимаются на 25 метров. Крепостная стена имеет двое ворот — одни на севере (Porta Nova) и одни на востоке (Porta de Ferro).